# Закон Смита — Мундта
Закон Смита — Мундта (закон США «Об обмене в сфере информации и образования», англ. U.S. Information and Educational Exchange Act of 1948; Закон 80-402) — законодательный акт США, регулирующий механизмы пропагандистской деятельности (также называемой «публичной дипломатией») внутри и за пределами Соединённых Штатов Америки. Был принят 80-м Конгрессом и подписан президентом Гарри Трумэном 27 января 1948 года.

## Инициаторы и разработчики закона
Инициаторами принятия закона выступили два члена Республиканской партии — Александер Смит, конгрессмен от Нью-Джерси, и Карл Мундт, депутат от Северной Дакоты, после своего возвращения из двухмесячного зарубежного турне в составе делегации политиков, бизнесменов и журналистов, имевших своей целью оценку пропагандистских усилий коммунистических стран в Европе. Выводы комиссии были неутешительными для Америки: по её оценкам, за последние годы отношение европейцев к США заметно ухудшилось, а затраты бюджета США на пропаганду несопоставимо малы по сравнению с затратами существенно более ослабленных войной Великобритании и Франции (45 миллионов долларов в год против 12). В качестве контрмер предполагалось усиление собственно американской пропаганды в Европе с целью продвижения более положительного образа Америки как в демократических странах, так и за «железным занавесом».
Закон был принят подавляющим большинством обеих палат 16 января 1948 года.

## Основная цель закона
Основной целью закона, описанной в разделе 2, заявлялось следующее:

Конгресс настоящим заявляет, что цели этого закона должны позволить правительству Соединённых Штатов содействовать лучшему пониманию Соединённых Штатов в других странах и увеличить взаимопонимание между народом Соединённых Штатов и народами других стран.
Среди средств, которые будут использоваться в достижении этих целей, могут быть:
1. Информационная служба для распространения за рубежом информации о Соединённых Штатах, их народе и политике, заявленной Конгрессом, Президентом, Государственным секретарём и другими ответственными должностными лицами правительства, имеющими отношение к вопросам иностранных дел;
2. Образовательная служба обмена для сотрудничества с другими нациями в:
а. обмене людьми, знаниями и навыками;
б. оказании технических и других услуг;
в. обмен разработками в области образования, искусства и науки.

## Дискуссии вокруг закона
Принятие нового закона вызвало дискуссии вокруг опасности распространения правительственной пропаганды на собственно американскую аудиторию:

Закон Смита — Мундта был разработан людьми другой эпохи — в середине 20-го века, когда «война, чтобы положить конец всем войнам» закончилась, но память о нацистской пропаганде была свежа. Конгресс хотел быть уверенным, что правительственное учреждение США не может промывать мозги гражданам, как это делал Гитлер в Германии.

В связи с этим в закон были добавлены рекомендации (пункт 502), которые ограничивали распространение собственно пропагандистской информации на территории США. Являлись ли они категорическим запретом, нет возможности сказать точно, но воспринимались именно в таком ключе:

Большинство американских исследователей пришли к выводу о том, что акт Смита — Мундта не только продвигал и легализовывал функцию государственной пропаганды, но и содержал ограничения по её распространению внутри американского общества.

Как отмечает сайт, посвящённый закону Смита — Мундта, знакомиться с материалами и распространять их не запрещалось простым гражданам, но не разрешалось чиновникам и официальным лицам.
Прямым текстом о существовании такого запрета было сказано в публикации «Голоса Америки», посвящённой внесению поправок в закон Смита — Мундта и позволяющий американской аудитории знакомиться с материалами медиа, изначально созданного и работавшего в целях зарубежной пропаганды: «Отметим, что раньше материалы „Голоса Америки“ нельзя было распространять на территории США, и они предназначались исключительно для зарубежной аудитории. Это правило неукоснительно и легко соблюдалось в годы радиовещания».
В 1972 году была принята поправка к закону Смита — Мундта, прямо запрещавшая доступ к пропагандистским материалам для всех американцев, за исключением журналистов, представителей ассоциаций прессы, Конгресса, студентов и исследователей.

## Реализация положений закона на практике
Основным исполнителем положений закона было назначено созданное в 1953 году Информационное агентство США (ЮСИА), регулирующее и направляющее деятельность подчинённых ему средств массовой информации — таких как «Голос Америки» и созданное впоследствии «Радио Свобода».
В 1999 году функции ЮСИА были переданы Совету управляющих по вопросам вещания.

## Модернизация закона 2012—2013 годов
10 мая 2012 года конгрессменом Уильямом Торнберри было внесено предложение в палату представителей о снятии запрета из закона Смита — Мундта на распространение информации о Соединённых Штатах, предназначенной для иностранной аудитории. В июле 2013 года поправка вступила в силу.
На введение поправки повлиял комплекс причин, среди которых:
- беспрепятственная возможность с помощью интернета получить доступ к материалам для иностранной аудитории, что делает запрет бессмысленным;
- потребность продвижения позитивного образа США уже среди не иностранных, а собственных граждан, многие из которых объединены в этнические диаспоры и имеют разного рода предубеждения против политики и культуры США (например, сомалийская диаспора в Миннесоте)[8];
- возможность использовать уже существующие и функционирующие механизмы пропаганды для борьбы с российским информационным влиянием (Russia Today и т. п.)[9].

Введение поправки вызвало критику в США, обусловленную тем, что правительство получает излишне большие возможности по использованию СМИ для воздействия на американское общество, при этом снижается достоверность и проверяемость информации.